# Leptodon (Accipitridae)
Leptodon là một chi chim trong họ Accipitridae.

## Các loài
Chi này gồm 2 loài chim săn mồi kích thước trung bình (khoảng 400-600 gram) phân bố ở Trung và Nam Mỹ.
- Leptodon cayanensis: Diều đầu xám
- Leptodon forbesi: Diều cổ trắng